# Церковь Всех Святых (Бегомль)
Православный храм Всех Святых (частично разрушен) в городском поселке Бегомль, расположенном в Докшицком районе Витебской области Республики Беларусь, являются историческим памятником, который отражает сложную историю религиозной архитектуры региона.

## История храма
Храм был воздвигнут в 1876 году на месте униатского храма на средства из казны и пожертвования прихожан. Строительство храма было возможно благодаря значительной поддержке верующих. По воспоминаниям старожилов, Бегомльская церковь всех святых была одной из красивейших церквей Витебской губернии. Она имела семь куполов и более чем метровую толщину стен. Церковь была построена в ретроспективно-русском стиле. Первыми служителями храма были священник Алексей Юнацкевич и псаломщик Михаил Крикунов.

### В советское время
В начале 1930-х годов, по распоряжению местных властей, храм был закрыт. Иконостас разрушили, церковную утварь разграбили, а колокольня была снесена. Здание церкви впоследствии было переоборудовано под завод. Только в 1991 году храм Всех Святых в г. Бегомле был возвращен верующим.

## Текущее состояние
Сегодня полностью обрушилась задняя стена здания, а в правой стене образовался значительный пролом с обрушением кирпича.
Похожие по архитектуре храмы
На данный момент в Белоруссии есть храм, который похож на бегомольскую церковь Всех Святых — Храм Покрова Пресвятой Богородицы (Турец).
Реставрация церкви
Ведется работа над проектом по восстановлению храма. Этот исторический памятник охраняется государством как объект культурного наследия. Однако, из-за отсутствия финансирования реставрация здания затруднена.

## Галерея

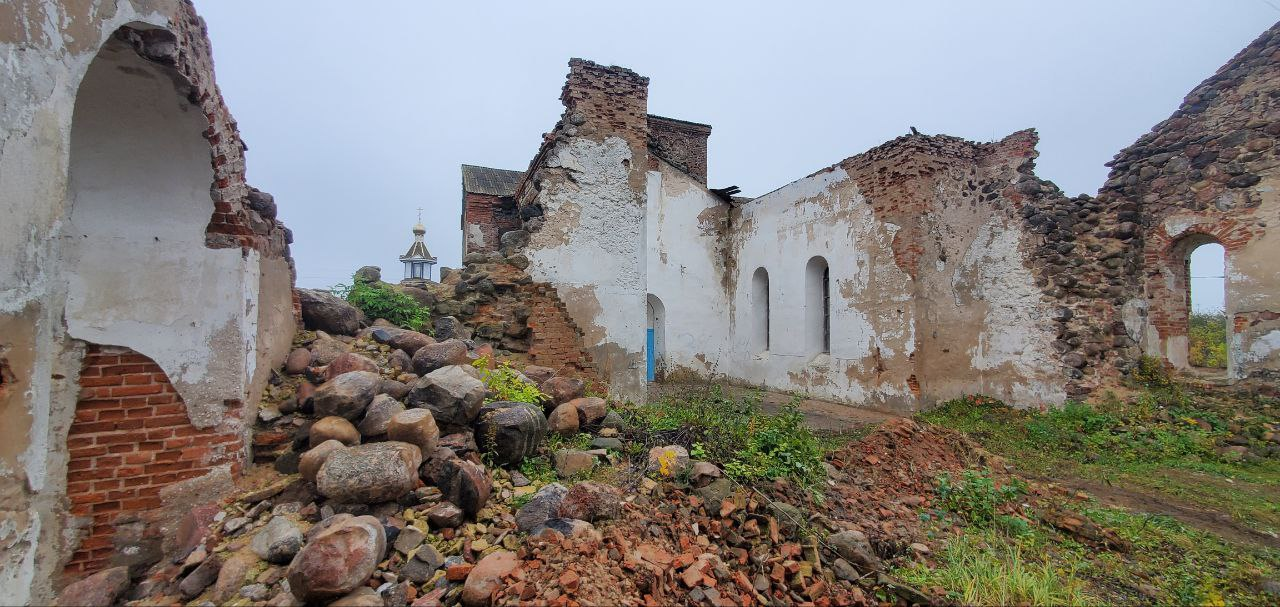
Вид на церковь с востока
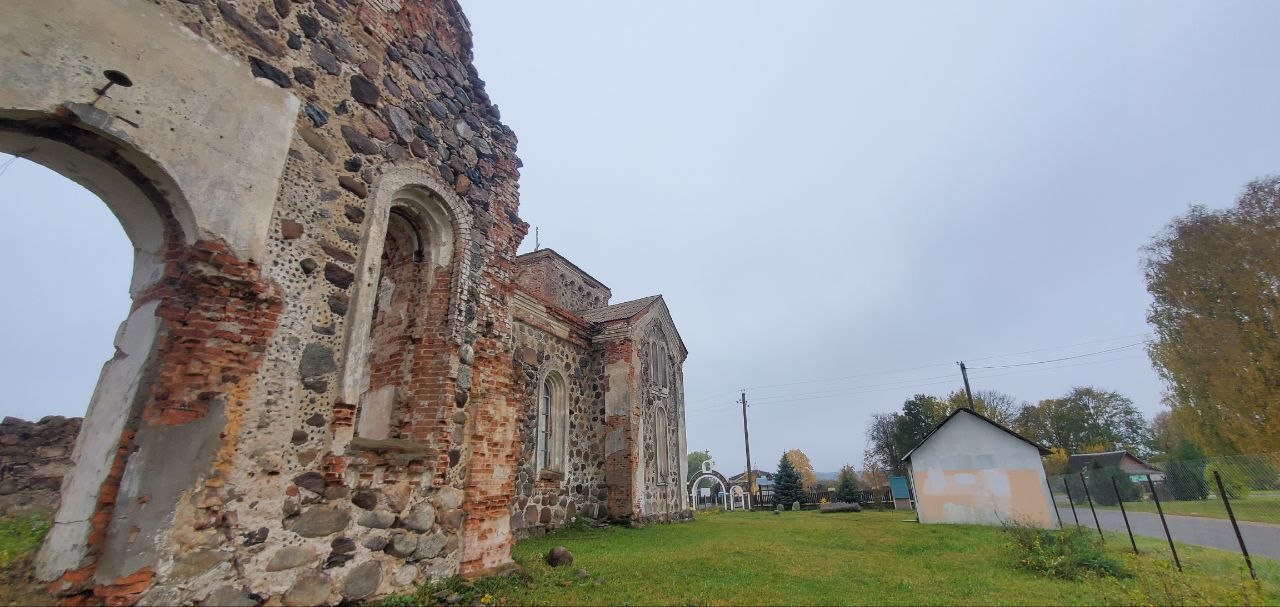
Вид на церковь сбоку
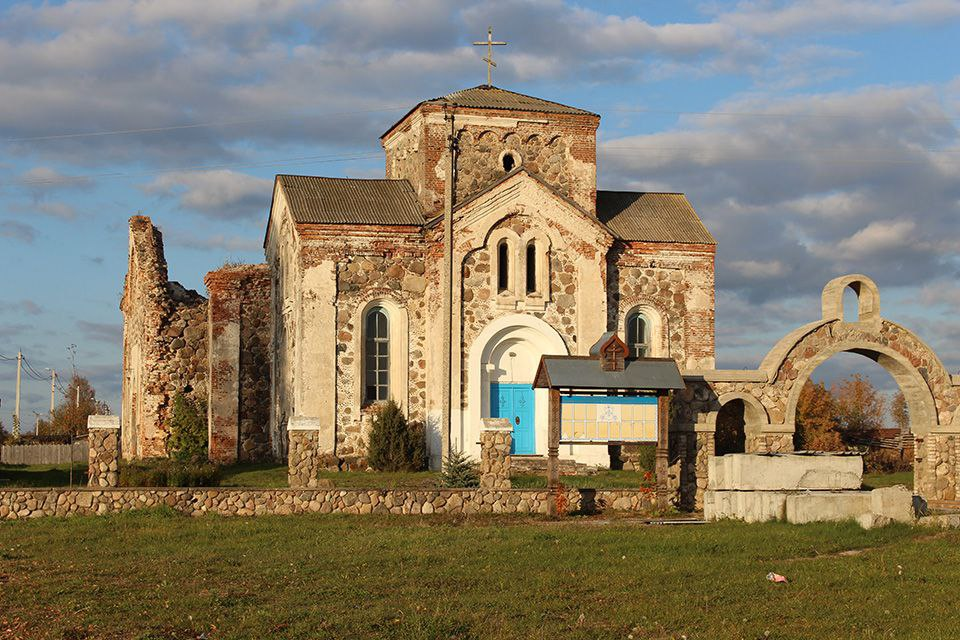
Церковь Всех Святых
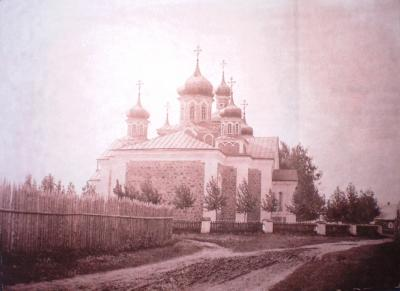
Храм во времена Российской Империи
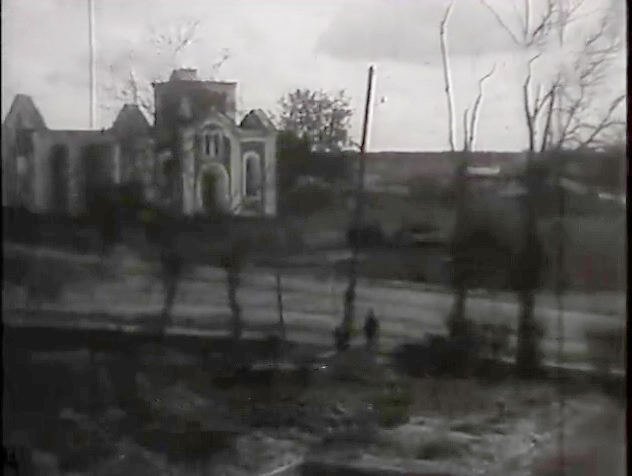
Съемка Церкви во Времена Второй Мировой войны
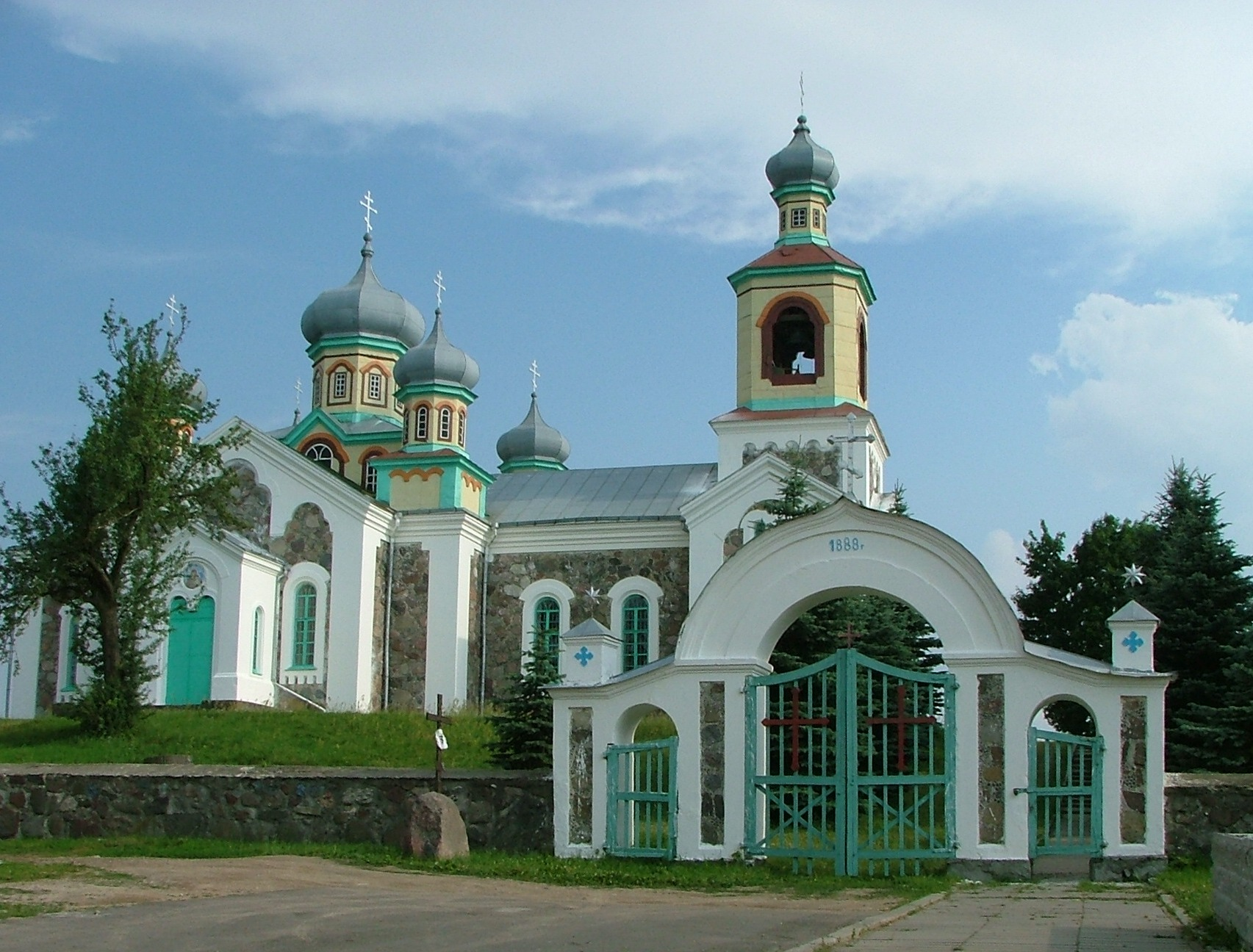
Храм Покрова Пресвятой Богородицы (Турец)
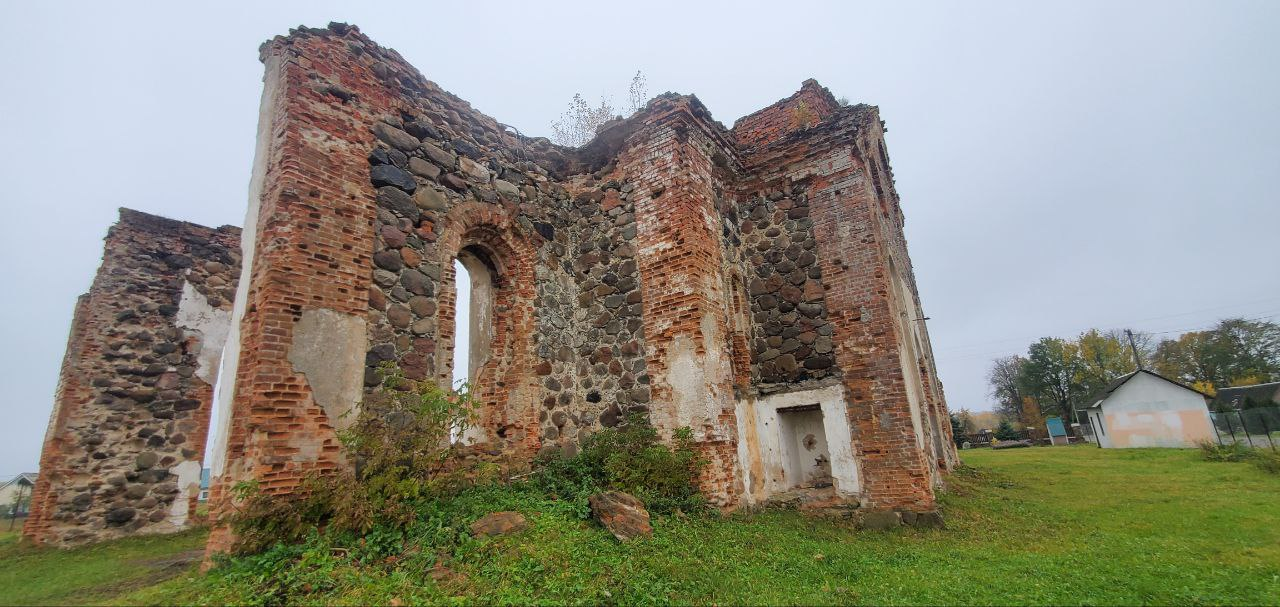
Церковь с юго-запада